# Multi Theft Auto
A Multi Theft Auto egy többjátékossá módosított verziója a Grand Theft Auto  sorozat három tagjának. Pontosabban a Grand Theft Auto: San Andreas, Grand Theft Auto: Vice City, és Grand Theft Auto III c. játékoknak.

## A kezdetek
A kritikusok által a mai napig elismert Grand Theft Auto III-ban nem volt lehetőség arra, hogy több emberrel, hálózaton keresztül játsszunk.
A Multi Theft Auto éppen emiatt jött létre. Első verzióját Multi Theft Auto-nak nevezték el. Ez egy módosított Grand Theft Auto III volt: lehetőségünk volt több emberrel is játszani. Emellett kibővítették olyan, csaló elemekkel, amikkel a játékélményt nagyban fokozták. Óriási sikert aratott a módosítás, és később egy újabb verzió is készült hozzá.
Nem sokkal az előző játék (Grand Theft Auto III) sikerei után elkészült a Rockstar következő játéka, a Grand Theft Auto: Vice City, azonban ehhez sem készült többjátékos verzió.
A Multi Theft Auto csapata hamar elkezdett dolgozni egy újabb modifikáción. Hamar el is készültek vele, és nem meglepő módon óriási figyelmet kapott a program. Ennek több oka is volt. A modifikáció kapott egy teljesen új keretrendszert, ami sajnos gyakran összeomlott. Később ezt a hibát javították.
Az összes Multi Theft Auto szoftver az eredeti játékok motorján működött. Mindegyik verzióhoz kellett az eredeti játék CD-je, anélkül nem futtatható.

## Multi Theft Auto: San Andreas
A Rockstar következő játéka a Grand Theft Auto: San Andreas volt, és ez sem rendelkezett többjátékos móddal. A Multi Theft Auto csapata újra összeállt, és összehozta a játékvilág talán egyik legjobb multiplayer-modifikációját: a Multi Theft Auto: San Andreast. A mai napig több ezren játszanak a játékkal, és folyamatos patchek is jönnek ki a programhoz. Egyébként ezt a részt már teljesen más módon írták meg, adták ki. A játék teljesen nyílt forráskódú volt, és a Google Code-on meg is lehetett tekinteni.
Ebben a részben a játékosoknak már van lehetőségük arra, hogy térképeket/pályákat szerkesszenek, és játékmódot válasszanak, de megfelelő tudással sajátot is készíthetnek. Ezt a lehetőséget többek között a Lua scriptek segítik elő.
A modifikáció első verziója a Race volt (2006). Ebben a verzióban már szerepelt a Map Editor (Térképszerkesztő) és a Race játékmód. A Map Editor által a játékosoknak már lehetősége volt teljesen egyedi pályákat készíteni, amiken speciális pontokat is el tudtak helyezni: a kezdőpontoktól, ellenőrzőpontoktól kezdve a felerősítő tárgyakig, robbanó hordókig.
A Race után jött a Deathmatch verzió, amiben szerepeltek az előző hibák javításai, és a játékhoz lett adva egy kiterjesztett, sandbox stílusú játékmód is, és nagy figyelmet kaptak a játékosok is, mivel többek között ők is fejlesztették a játékot a szabad forráskód által. Ezek után 2008-ban kiadtak egy Developer Prewievet, ami szintén egy javított változat volt.

## Az 1.0-s verzió
2010. augusztus 22-én hivatalosan is megjelent az 1.0-s verzió. Ez a verzió már elhagyta a Deathmatch elnevezést, mivel már mindkét kiterjesztett játékmód benne volt. A játékosoknak itt még több lehetőségük volt a testreszabásra.
Az egyik talán leghatalmasabb újítás a bejelentkezési lehetőség volt. Minden szerverre külön lehetett regisztrálni, és bejelentkezéskor a játék külön csoportokra osztotta a játékosokat: ezek a csoportok az Adminisztrátorok, Szuper Moderátorok, Moderátorok és Tagok csoportjai voltak.
A harmadik fél általi tartalmat itt is a Lua nyelv tette lehetővé. A szervereken ezáltal külön be lehetett állítani a játékmódot, és e nyelvvel tudott a játékos és a szerver "kommunikálni".
Ezen kívül nagyon sok szerveren megjelentek az egyedi tartalmak: 3D modellek, textúrák, feliratok. Ezeket külön mappákban tárolták, amiket összekötöttek a szerverrel: a konkrét adatokat meg kellett jelölniük, és egy Lua script segítségével a kliens oldalán is megjelenítették.

## Összefoglalás
- A Multi Theft Auto részek többjátékos módúvá módosított verziói a Grand Theft Auto tagoknak.
- Kiadási sorrend:

1. Multi Theft Auto
2. Multi Theft Auto: Vice City
3. Multi Theft Auto: San Andreas

- Az újabb módokban lehetőségünk van módosítani szerverünket a Lua szkriptek segítségével.

## Fordítás
- Ez a szócikk részben vagy egészben  a   Multi Theft Auto című angol Wikipédia-szócikk fordításán alapul.  Az eredeti cikk szerkesztőit annak laptörténete sorolja fel. Ez a jelzés csupán a megfogalmazás eredetét és a szerzői jogokat jelzi, nem szolgál a cikkben szereplő információk forrásmegjelöléseként.